# 埃克哈德·洛伊厄
埃克哈德·洛伊厄（德語：Eckhard Leue，1958年3月20日—），德国男子皮划艇运动员。他曾代表东德参加1980年夏季奥林匹克运动会皮划艇比赛，获得男子单人划艇1000米铜牌。